# Sint-Michielskerk (Roksem)

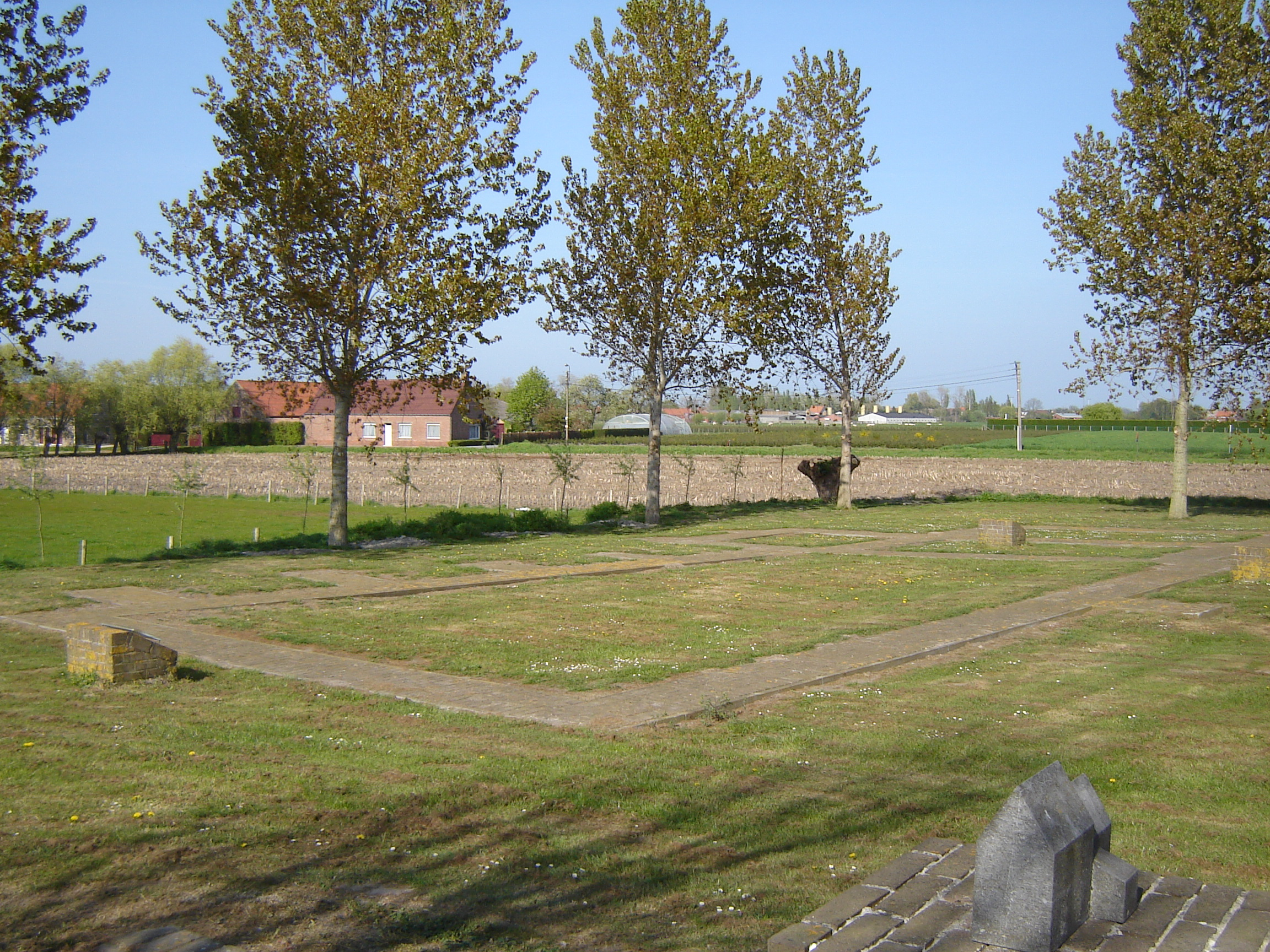
Plaats van het oude kerkje

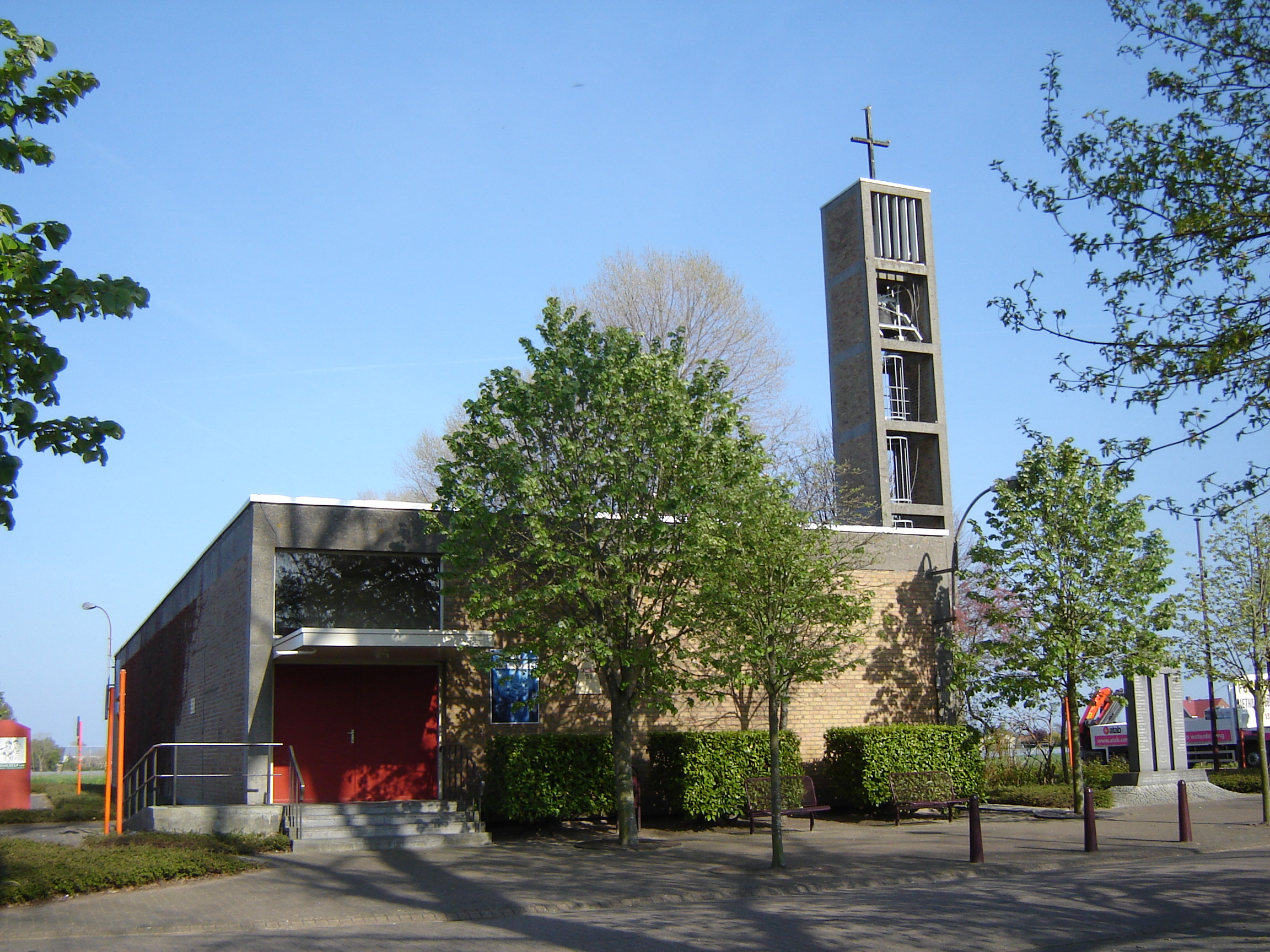
Sint-Michielskerk

De Sint-Michielskerk is de parochiekerk van de tot de West-Vlaamse gemeente Oudenburg behorende plaats Roksem, gelegen aan de Pastoriestraat 14.

## Geschiedenis
De parochie van Roksem is een der oudste van de streek, vanwege de gunstige ligging voor bewoning op een dekzandrug. Volgens een oorkonde van 745 verkreeg de Sint-Bertinusabdij te Sint-Omaars hier bezittingen, en stichtte er een priorij die als zodanig bestaan heeft tot 1560.
Paalgaten uit de 9e eeuw kunnen in verband worden gebracht met een houten pre-romaans kerkje, gewijd aan Sint-Michaël, dat nabij het kruispunt van de Oude Bruggeweg en de Zeeweg heeft gestaan. In 877 werden Westkerke en mogelijk ook Ettelgem als van Roksem afhankelijke parochies genoemd, die echter in een vroeg stadium al zelfstandig werden. In de 11e eeuw werd een romaanse kerk gebouwd.
Omstreeks 1566 werd de kerk door de Geuzen verwoest, en de ruïne werd later (1757) gebruikt om de Sint-Audomaruskerk te Westkerke te herstellen. De parochie Roksem werd bij die van Westkerke gevoegd en Roksem had geen eigen kerkgebouw meer. De contouren van het verwoeste romaanse kerkje zijn aangegeven op de plaats waar het eens heeft gestaan.
Pas in 1962 werd de parochie opnieuw opgericht en ten noordoosten van de oorspronkelijke plaats werd een nieuwe kerk gebouwd welke in 1964 werd ingewijd. Het betreft een zaalkerk naar ontwerp van Christ Vastesaeger en geïnspireerd op de Sint-Augustinuskerk te Bellegem. Deze kerk werd gebouwd toen Roksem zich met een nieuwe wijk uitbreidde.

## Gebouw
Het is een zaalkerk in modernistische stijl, met plat dak, en uitgevoerd in baksteen en beton. De kerk heeft een losstaande open betonnen klokkentoren.
De kerk heeft door R. Devolder gebeeldhouwde kruiswegstaties en een 12e-eeuws mergelstenen doopvont met 20e-eeuws gesmeed deksel.